# جان دوم اورشلیم
جان دوم اورشلیم (انگلیسی: John II of Jerusalem؛ ۱۲۵۹/۶۷ – ۱۲۸۵)، پادشاه قبرس و پادشاه اورشلیم در بین سال‌های ۱۲۸۴ تا ۱۲۸۵ میلادی بود.